# ويليام براون (لاعب كرة مضرب)
ويليام براون (بالإنجليزية: William Brown)‏ هو لاعب كرة مضرب أمريكي، ولد في 14 يناير 1945 في أوماها في الولايات المتحدة.

## وصلات خارجية
- ويليام براون على موقع رابطة محترفي التنس (الإنجليزية)
- ويليام براون على موقع الاتحاد الدولي لكرة المضرب (الإنجليزية)
- ويليام براون على موقع خلاصة التنس.كوم (الإنجليزية)